# 로리 케네디
로리 엘리자베스 캐서린 케네디(영어: Rory Elizabeth Katherine Kennedy, 1968년 12월 12일 ~ )는 미국의 다큐멘터리 영화 제작자이다. 케네디는 중독, 핵 방사능, 전쟁 포로에 대한 대우, 멕시코 국경 울타리의 정치와 같은 사회적 이슈들을 중심으로 하는 다큐멘터리 영화를 만들었다. 그녀의 영화들은 많은 텔레비전 방송국에 소개되었다. 그녀는 미국 상원의원 로버트 F. 케네디와 에델 스카켈의 막내딸이다.

## 같이 보기
- 케네디가